# Приозерний (Рубцовський район)
Приозе́рний (рос. Приозёрный) — селище у складі Рубцовського району Алтайського краю, Росія. Входить до складу Куйбишевської сільської ради.

## Населення
Населення — 374 особи (2010; 392 у 2002).
Національний склад (станом на 2002 рік):
- росіяни — 89 %